# Eliminatoria al Campeonato Sub-20 de la Concacaf 2009
La Eliminatoria al Campeonato Sub-20 de la Concacaf de 2009 fue la ronda de clasificación a la fase final del torneo que se celebraría en Trinidad y Tobago como la eliminatoria a la Copa Mundial de Fútbol Sub-20 de 2009 a celebrarse en Egipto, en la cual participaron las selecciones de Centroamérica y el Caribe.

## Zona Caribeña

### Primera ronda

#### Grupo A
Los partidos se jugaron en La Habana, Cuba.
| País                 | J | G | E | P | GF | GC | GD  | Pts |
| -------------------- | - | - | - | - | -- | -- | --- | --- |
| Haití                | 3 | 3 | 0 | 0 | 9  | 0  | +9  | 9   |
| República Dominicana | 3 | 1 | 1 | 1 | 8  | 2  | +6  | 4   |
| Cuba                 | 3 | 1 | 1 | 1 | 6  | 4  | +2  | 4   |
| Bahamas              | 3 | 0 | 0 | 3 | 0  | 17 | -17 | 0   |

| 27 de mayo de 2008 | Haití       | 1 - 0 | República Dominicana | Estadio Pedro Marrero, La Havana                          |                                                           |
|                    | Ultegun 68' |       |                      | Asistencia: 3,000 espectadores Árbitro(s): Rudolph Angela | Asistencia: 3,000 espectadores Árbitro(s): Rudolph Angela |

| 27 de mayo de 2008 | Cuba                                                                | 5 - 0 | Bahamas | Estadio Pedro Marrero, La Havana                          |                                                           |
|                    | Adrila 7' · Hernández 15' · Palmero 31' · García 54' · Cordoves 69' |       |         | Asistencia: 3,000 espectadores Árbitro(s): Kevin Morrison | Asistencia: 3,000 espectadores Árbitro(s): Kevin Morrison |

| 29 de mayo de 2008 | Bahamas | 0 - 5 | Haití                                         | Estadio Pedro Marrero, La Havana                                  |                                                                   |
|                    |         |       | Fritznel 6' · Ultegun 7' 11' · Herold 20' 28' | Asistencia: 500 espectadores Árbitro(s): Kevin Morrison (Jamaica) | Asistencia: 500 espectadores Árbitro(s): Kevin Morrison (Jamaica) |

| 29 de mayo de 2008 | República Dominicana | 1 - 1 | Cuba          | Estadio Pedro Marrero, La Havana                      |                                                       |
|                    | Leonardo 5'          |       | Hernández 34' | Asistencia: 500 espectadores Árbitro(s): Kevin Thomas | Asistencia: 500 espectadores Árbitro(s): Kevin Thomas |

| 31 de mayo de 2008 | República Dominicana                                                                   | 7 - 0 | Bahamas | Estadio Pedro Marrero, La Havana                          |                                                           |
|                    | Rodríguez 26' 56' · Frechilla 36' · Berroa 44' · García 55' · Jiménez 67' · Sierra 77' |       |         | Asistencia: 2,000 espectadores Árbitro(s): Kevin Morrison | Asistencia: 2,000 espectadores Árbitro(s): Kevin Morrison |

| 31 de mayo de 2008 | Cuba | 0 - 3 | Haití                                | Estadio Pedro Marrero, La Havana |                            |
|                    |      |       | Herold 25' · Valdo 40' · Ultegun 48' | Árbitro(s): Rudolph Angela       | Árbitro(s): Rudolph Angela |

#### Grupo B
Los partidos se jugaron en George Town.
| País         | J | G | E | P | GF | GC | GD | Pts |
| ------------ | - | - | - | - | -- | -- | -- | --- |
| Jamaica      | 3 | 3 | 0 | 0 | 8  | 0  | +8 | 9   |
| Bermudas     | 3 | 1 | 1 | 1 | 2  | 5  | -3 | 4   |
| Puerto Rico  | 3 | 1 | 0 | 2 | 4  | 5  | -1 | 3   |
| Islas Caimán | 3 | 0 | 1 | 2 | 2  | 6  | -4 | 1   |

| 23 de julio de 2008 | Jamaica    | 1 - 0 | Puerto Rico | Truman Bodden Stadium, George Town                       |                                                          |
|                     | Palmer 34' |       |             | Asistencia: 1,500 espectadores Árbitro(s): Sandy Vásquez | Asistencia: 1,500 espectadores Árbitro(s): Sandy Vásquez |

| 23 de julio de 2008 | Bermudas | 0 - 0 | Islas Caimán | Truman Bodden Stadium, George Town                         |  |
|                     |          |       |              | Asistencia: 1,500 espectadores Árbitro(s): Edouard Guidner |  |

| 25 de julio de 2008 | Bermudas | 0 - 4 | Jamaica                          | Truman Bodden Stadium, George Town                         |                                                            |
|                     |          |       | Adlam 22' 44' · Williams 49' 62' | Asistencia: 2,000 espectadores Árbitro(s): Edouard Guidner | Asistencia: 2,000 espectadores Árbitro(s): Edouard Guidner |

| 25 de julio de 2008 | Islas Caimán          | 2 - 3 | Puerto Rico                          | Truman Bodden Stadium, George Town                            |                                                               |
|                     | Godet 28' · Tatum 70' |       | Cabrero 13' · Luna 29' · Pacheco 35' | Asistencia: 2,000 espectadores Árbitro(s): Francisco Bautista | Asistencia: 2,000 espectadores Árbitro(s): Francisco Bautista |

| 27 de julio de 2008 | Puerto Rico | 1 - 2 | Bermudas              | Truman Bodden Stadium, George Town                         |                                                            |
|                     | Cabrero 5'  |       | Hollis 46' · Coke 86' | Asistencia: 2,000 espectadores Árbitro(s): Edouard Guidner | Asistencia: 2,000 espectadores Árbitro(s): Edouard Guidner |

| 27 de julio de 2008 | Islas Caimán | 0 - 3 | Jamaica                     | Truman Bodden Stadium, George Town                       |                                                          |
|                     |              |       | Clennon 12' 24' · Adlam 76' | Asistencia: 2,000 espectadores Árbitro(s): Sandy Vásquez | Asistencia: 2,000 espectadores Árbitro(s): Sandy Vásquez |

#### Grupo C
Los partidos se jugaron en Oranjestad.
| País                   | J | G | E | P | GF | GC | GD | Pts |
| ---------------------- | - | - | - | - | -- | -- | -- | --- |
| San Cristóbal y Nieves | 3 | 2 | 1 | 0 | 8  | 4  | +4 | 7   |
| Aruba                  | 3 | 1 | 1 | 1 | 5  | 5  | 0  | 4   |
| Surinam                | 3 | 0 | 3 | 0 | 4  | 4  | 0  | 3   |
| Dominica               | 3 | 0 | 1 | 2 | 2  | 6  | -4 | 1   |

| 16 de julio de 2008 | Surinam    | 1 - 1 | Dominica      | Trinidad Stadium, Oranjestad                          |                                                       |
|                     | Drente 12' | [http://www.concacaf.com/competitions/matchreport/7104.pdf (enlace roto disponible en Internet Archive; véase el historial, la primera versión y la última). Reporte] | Glenworth 90' | Asistencia: 500 espectadores Árbitro(s): Bryan Willet | Asistencia: 500 espectadores Árbitro(s): Bryan Willet |

| 16 de julio de 2008 | Aruba                       | 2 - 3 | San Cristóbal y Nieves         | Trinidad Stadium, Oranjestad                            |                                                         |
|                     | De L'Isle 19' · Grovell 70' | [http://www.concacaf.com/competitions/matchreport/7105.pdf (enlace roto disponible en Internet Archive; véase el historial, la primera versión y la última). Reporte] | Benjamin 3' 38' · Somersall 8' | Asistencia: 500 espectadores Árbitro(s): George Phillip | Asistencia: 500 espectadores Árbitro(s): George Phillip |

| 18 de julio de 2008 | San Cristóbal y Nieves | 1 - 1 | Surinam     | Trinidad Stadium, Oranjestad                            |                                                         |
|                     | Somersall 63'          | [http://www.concacaf.com/competitions/matchreport/7106.pdf (enlace roto disponible en Internet Archive; véase el historial, la primera versión y la última). Reporte] | Loswijk 26' | Asistencia: 700 espectadores Árbitro(s): George Phillip | Asistencia: 700 espectadores Árbitro(s): George Phillip |

| 18 de julio de 2008 | Aruba     | 1 - 0 | Dominica | Trinidad Stadium, Oranjestad                          |                                                       |
|                     | Abdul 71' | [http://www.concacaf.com/competitions/matchreport/7107.pdf (enlace roto disponible en Internet Archive; véase el historial, la primera versión y la última). Reporte] |          | Asistencia: 700 espectadores Árbitro(s): Bryan Willet | Asistencia: 700 espectadores Árbitro(s): Bryan Willet |

| 20 de julio de 2008 | Dominica    | 1 - 4 | San Cristóbal y Nieves                        | Trinidad Stadium, Oranjestad                             |                                                          |
|                     | Kennedy 17' | [http://www.concacaf.com/competitions/matchreport/7108.pdf (enlace roto disponible en Internet Archive; véase el historial, la primera versión y la última). Reporte] | Somersall 10' · Benjamin 37' 42' · Hanley 90' | Asistencia: 800 espectadores Árbitro(s): Javier Jauregui | Asistencia: 800 espectadores Árbitro(s): Javier Jauregui |

| 20 de julio de 2008 | Surinam                 | 2 - 2 | Aruba                     | Trinidad Stadium, Oranjestad                            |                                                         |
|                     | Odang 21' · Loswijk 54' | [http://www.concacaf.com/competitions/matchreport/7109.pdf (enlace roto disponible en Internet Archive; véase el historial, la primera versión y la última). Reporte] | Nuñez Jr. 66' · Abdul 75' | Asistencia: 800 espectadores Árbitro(s): George Phillip | Asistencia: 800 espectadores Árbitro(s): George Phillip |

#### Grupo D
Los partidos se jugaron en Saint George's.
| País                         | J | G | E | P | GF | GC | GD  | Pts |
| ---------------------------- | - | - | - | - | -- | -- | --- | --- |
| San Vicente y las Granadinas | 3 | 3 | 0 | 0 | 26 | 1  | +25 | 9   |
| Granada                      | 3 | 1 | 1 | 1 | 19 | 3  | +16 | 4   |
| Guyana                       | 3 | 1 | 1 | 1 | 17 | 4  | +13 | 4   |
| Islas Vírgenes Británicas    | 3 | 0 | 0 | 3 | 1  | 54 | -53 | 0   |

| 14 de mayo de 2008 | Guyana      | 1 - 2 | San Vicente y las Granadinas | Tanteen Recreational Ground, St. George's |                                |
|                    | Camacho 69' | [http://www.concacaf.com/competitions/matchreport/7110.pdf (enlace roto disponible en Internet Archive; véase el historial, la primera versión y la última). Reporte] | Stewart 51' 80'              | Árbitro(s): Goffrey Hospedales            | Árbitro(s): Goffrey Hospedales |

| 14 de mayo de 2008 | Granada | 17 - 0 | Islas Vírgenes Británicas | Tanteen Recreational Ground, St. George's |                            |
|                    | D. Daniel 2' 11' 39' 42' 45' · R. Daniel 5' 19' 37' 65' 85' 88' 90+' · C. Murray 24' 45' 81' · Q. Murray 33' | [http://www.concacaf.com/competitions/matchreport/7111.pdf (enlace roto disponible en Internet Archive; véase el historial, la primera versión y la última). Reporte] |                           | Árbitro(s): Martin Charles                | Árbitro(s): Martin Charles |

| 16 de mayo de 2008 | San Vicente y las Granadinas | 23 - 1 | Islas Vírgenes Británicas | Tanteen Recreational Ground, Saint George's             |                                                         |
|                    | Douglas 17' · Stewart 21' 26' 37' 41' 45' · Hamlet 29' · Samuel 45' 77' 85' 87' · Browne 46' 73' 66' · Richardson 48' 75' 89' · William 53' 68' 70' 72' · Balcombe 69' 83' | [http://www.concacaf.com/competitions/matchreport/7112.pdf (enlace roto disponible en Internet Archive; véase el historial, la primera versión y la última). Reporte] | Evans 89'                 | Asistencia: 100 espectadores Árbitro(s): Martin Charles | Asistencia: 100 espectadores Árbitro(s): Martin Charles |

| 16 de mayo de 2008 | Guyana                    | 2 - 2 | Granada                       | Tanteen Recreational Ground, Saint George's          |                                                      |
|                    | Beaton 48' · McLennon 69' | [http://www.concacaf.com/competitions/matchreport/7113.pdf (enlace roto disponible en Internet Archive; véase el historial, la primera versión y la última). Reporte] | C. Murray 22' · R. Daniel 83' | Asistencia: 100 espectadores Árbitro(s): Neal Brizan | Asistencia: 100 espectadores Árbitro(s): Neal Brizan |

| 18 de mayo de 2008 | Islas Vírgenes Británicas | 0 - 14 | Guyana | Tanteen Recreational Ground, Saint George's |                                |
|                    |                           | [http://www.concacaf.com/competitions/matchreport/7114.pdf (enlace roto disponible en Internet Archive; véase el historial, la primera versión y la última). Reporte] | Camacho 11' · Murray 14' 34' 69' 78' 88' · McKinnon 27' · Crandson 36' 52' 84' · McLennon 44' 51' · Primo 64' · 78' (a.g.) | Árbitro(s): Goffrey Hospedales              | Árbitro(s): Goffrey Hospedales |

| 18 de mayo de 2008 | Granada | 0 - 1 | San Vicente y las Granadinas | Tanteen Recreational Ground, Saint George's |                         |
|                    |         | [http://www.concacaf.com/competitions/matchreport/7115.pdf (enlace roto disponible en Internet Archive; véase el historial, la primera versión y la última). Reporte] | Stewart 44'                  | Árbitro(s): Neal Brizan                     | Árbitro(s): Neal Brizan |

#### Grupo E
Los partidos se jugaron en Willemstad, Antillas Neerlandesas.
| País                  | J | G | E | P | GF | GC | GD  | Pts |
| --------------------- | - | - | - | - | -- | -- | --- | --- |
| Antigua y Barbuda     | 3 | 3 | 0 | 0 | 24 | 0  | +24 | 9   |
| Antillas Neerlandesas | 3 | 2 | 0 | 1 | 11 | 2  | +9  | 6   |
| Saint-Martin          | 3 | 1 | 0 | 2 | 8  | 6  | +2  | 3   |
| Anguila               | 3 | 0 | 0 | 3 | 0  | 30 | -30 | 0   |

| 1 de julio de 2008 | Antigua y Barbuda                 | 3 - 0 | Saint-Martin | Stadion Ergilio Hato, Willemstad                           |                                                            |
|                    | Constant 27' 59' · Challenger 33' | [http://www.concacaf.com/competitions/matchreport/7116.pdf (enlace roto disponible en Internet Archive; véase el historial, la primera versión y la última). Reporte] |              | Asistencia: 200 espectadores Árbitro(s): Stanley Lancaster | Asistencia: 200 espectadores Árbitro(s): Stanley Lancaster |

| 1 de julio de 2008 | Antillas Neerlandesas                                                                 | 8 - 0 | Anguila | Stadion Ergilio Hato, Willemstad                   |                                                    |
|                    | Bacuna 6' 76' · Jantji 12' · Rijna 30' · Constancia 32' 39' · Torbed 46' · Poppen 83' | [http://www.concacaf.com/competitions/matchreport/7117.pdf (enlace roto disponible en Internet Archive; véase el historial, la primera versión y la última). Reporte] |         | Asistencia: 200 espectadores Árbitro(s): Henry Kia | Asistencia: 200 espectadores Árbitro(s): Henry Kia |

| 3 de julio de 2008 | Anguila | 0 - 7 | Saint-Martin                                                                   | Stadion Ergilio Hato, Willemstad                           |                                                            |
|                    |         | [http://www.concacaf.com/competitions/matchreport/7118.pdf (enlace roto disponible en Internet Archive; véase el historial, la primera versión y la última). Reporte] | Fleming 31' · Bellechasse 42' · Merabli 45' 68' · Daniel 62' · Galvani 64' 76' | Asistencia: 300 espectadores Árbitro(s): Caswell Cambridge | Asistencia: 300 espectadores Árbitro(s): Caswell Cambridge |

| 3 de julio de 2008 | Antillas Neerlandesas | 0 - 1 | Antigua y Barbuda | Stadion Ergilio Hato, Willemstad                           |                                                            |
|                    |                       | [http://www.concacaf.com/competitions/matchreport/7119.pdf (enlace roto disponible en Internet Archive; véase el historial, la primera versión y la última). Reporte] | Thomas 6'         | Asistencia: 300 espectadores Árbitro(s): Stanley Lancaster | Asistencia: 300 espectadores Árbitro(s): Stanley Lancaster |

| 5 de julio de 2008 | Antigua y Barbuda | 15 - 0 | Anguila | Stadion Ergilio Hato, Willemstad                           |                                                            |
|                    | Hazlewood 2' 61' 64' · Challenger 17' 27' 46' 70' 82' · Constant 24' 37' 44' · Martin 83' · Thomas 87' · Gregory 89' · Roach 90+' | [http://www.concacaf.com/competitions/matchreport/7120.pdf (enlace roto disponible en Internet Archive; véase el historial, la primera versión y la última). Reporte] |         | Asistencia: 450 espectadores Árbitro(s): Stanley Lancaster | Asistencia: 450 espectadores Árbitro(s): Stanley Lancaster |

| 5 de julio de 2008 | Saint-Martin | 1 - 3 | Antillas Neerlandesas                     | Stadion Ergilio Hato, Willemstad                           |                                                            |
|                    | Fleming 46'  | [http://www.concacaf.com/competitions/matchreport/7121.pdf (enlace roto disponible en Internet Archive; véase el historial, la primera versión y la última). Reporte] | Bacuna 41' · Carmelita 75' · Trenidad 90' | Asistencia: 450 espectadores Árbitro(s): Caswell Cambridge | Asistencia: 450 espectadores Árbitro(s): Caswell Cambridge |

### Segunda ronda

#### Grupo F
Los partidos se jugaron en Santo Domingo, República Dominicana.
| País                 | J | G | E | P | GF | GC | GD | Pts |
| -------------------- | - | - | - | - | -- | -- | -- | --- |
| Haití                | 2 | 2 | 0 | 0 | 4  | 0  | +4 | 6   |
| República Dominicana | 2 | 1 | 0 | 1 | 5  | 2  | +3 | 3   |
| Granada              | 2 | 0 | 0 | 2 | 0  | 7  | -7 | 0   |

| 31 de octubre de 2008 | Haití                   | 2 - 0 | República Dominicana | Estadio Félix Sánchez, Santo Domingo                     |                                                          |
|                       | Vorbe 11' · Exantus 88' | [http://www.concacaf.com/competitions/matchreport/7316.pdf (enlace roto disponible en Internet Archive; véase el historial, la primera versión y la última). Reporte] |                      | Asistencia: 1000 espectadores Árbitro(s): Martin Charles | Asistencia: 1000 espectadores Árbitro(s): Martin Charles |

| 2 de noviembre de 2008 | Granada | 0 - 2 | Haití        | Estadio Félix Sánchez, Santo Domingo                        |                                                             |
|                        |         | [http://www.concacaf.com/competitions/matchreport/7317.pdf (enlace roto disponible en Internet Archive; véase el historial, la primera versión y la última). Reporte] | Vorbe 6' 50' | Asistencia: 1400 espectadores Árbitro(s): Ignatius Baptiste | Asistencia: 1400 espectadores Árbitro(s): Ignatius Baptiste |

| 3 de noviembre de 2008 | República Dominicana                              | 5 - 0 | Granada | Estadio Félix Sánchez, Santo Domingo                    |                                                         |
|                        | Frechilla 1' · Rodríguez 30' 32' 54' · Berroa 38' | [http://www.concacaf.com/competitions/matchreport/7318.pdf (enlace roto disponible en Internet Archive; véase el historial, la primera versión y la última). Reporte] |         | Asistencia: 300 espectadores Árbitro(s): Martin Charles | Asistencia: 300 espectadores Árbitro(s): Martin Charles |

#### Grupo G
Los partidos se jugaron en Willemstad, Antillas Neerlandesas.
| País                         | J | G | E | P | GF | GC | GD | Pts |
| ---------------------------- | - | - | - | - | -- | -- | -- | --- |
| San Vicente y las Granadinas | 2 | 1 | 1 | 0 | 1  | 0  | +1 | 4   |
| Antillas Neerlandesas        | 2 | 0 | 2 | 0 | 4  | 4  | 0  | 2   |
| San Cristóbal y Nieves       | 2 | 0 | 1 | 1 | 4  | 5  | -1 | 1   |

| 11 de octubre de 2008 | Antillas Neerlandesas                           | 4 - 4 | San Cristóbal y Nieves               | Ergilio Hato Stadium, Willemstad                        |                                                         |
|                       | Thorbed 46' · Victoria 84' · Constancia 86' 90' | [http://www.concacaf.com/competitions/matchreport/7319.pdf (enlace roto disponible en Internet Archive; véase el historial, la primera versión y la última). Reporte] | Blanchette 5' 33' · Benjamin 25' 75' | Asistencia: 200 espectadores Árbitro(s): George Phillip | Asistencia: 200 espectadores Árbitro(s): George Phillip |

| 13 de octubre de 2008 | San Cristóbal y Nieves | 0 - 1 | San Vicente y las Granadinas | Ergilio Hato Stadium, Willemstad                   |                                                    |
|                       |                        | [http://www.concacaf.com/competitions/matchreport/7320.pdf (enlace roto disponible en Internet Archive; véase el historial, la primera versión y la última). Reporte] | Stewart 56'                  | Asistencia: 75 espectadores Árbitro(s): Otis James | Asistencia: 75 espectadores Árbitro(s): Otis James |

| 15 de octubre de 2008 | San Vicente y las Granadinas | 0 - 0 | Antillas Neerlandesas | Ergilio Hato Stadium, Willemstad                        |                                                         |
|                       |                              | [(Report) (enlace roto disponible en Internet Archive; véase el historial, la primera versión y la última). Reporte] |                       | Asistencia: 200 espectadores Árbitro(s): George Phillip | Asistencia: 200 espectadores Árbitro(s): George Phillip |

#### Grupo H
Los partidos se jugaron en Oranjestad, Aruba.
| País              | J | G | E | P | GF | GC | GD | Pts |
| ----------------- | - | - | - | - | -- | -- | -- | --- |
| Jamaica           | 2 | 2 | 0 | 0 | 8  | 1  | +7 | 6   |
| Aruba             | 2 | 1 | 0 | 1 | 3  | 6  | -3 | 3   |
| Antigua y Barbuda | 2 | 0 | 0 | 2 | 3  | 7  | -4 | 0   |

| 18 de noviembre de 2008 | Antigua y Barbuda       | 2 - 3 | Aruba                                              | Centro Deportivo Guillermo Trinidad, Oranjestad |                         |
|                         | Luke 36' · Constant 46' | [http://www.concacaf.com/competitions/matchreport/7322.pdf (enlace roto disponible en Internet Archive; véase el historial, la primera versión y la última). Reporte] | Santos de Gouveia 25' · Ignacio 35' · Nuñez Jr 38' | Árbitro(s): Neal Brizan                         | Árbitro(s): Neal Brizan |

| 20 de noviembre de 2008 | Jamaica                                                       | 4 - 1 | Antigua y Barbuda | Centro Deportivo Guillermo Trinidad, Oranjestad |                                 |
|                         | Orgill 29' · Philogene 33' (a.g.) · Campbell 42' · Thorpe 42' | [http://www.concacaf.com/competitions/matchreport/7323.pdf (enlace roto disponible en Internet Archive; véase el historial, la primera versión y la última). Reporte] | Constant 52'      | Árbitro(s): Geoffrey Hospedales                 | Árbitro(s): Geoffrey Hospedales |

| 22 de noviembre de 2008 | Aruba | 0 - 4 | Jamaica                | Centro Deportivo Guillermo Trinidad, Oranjestad |                         |
|                         |       | [http://www.concacaf.com/competitions/matchreport/7324.pdf (enlace roto disponible en Internet Archive; véase el historial, la primera versión y la última). Reporte] | Orgill 15' 25' 50' 57' | Árbitro(s): Neal Brizan                         | Árbitro(s): Neal Brizan |

### Tercera ronda
Los partidos se jugaron en Kingstown, San Vicente y las Granadinas.
| País                         | J | G | E | P | GF | GC | GD  | Pts |
| ---------------------------- | - | - | - | - | -- | -- | --- | --- |
| Jamaica                      | 3 | 2 | 1 | 0 | 7  | 2  | +5  | 7   |
| San Vicente y las Granadinas | 3 | 2 | 0 | 1 | 3  | 2  | +1  | 6   |
| Haití                        | 3 | 1 | 1 | 1 | 7  | 3  | +4  | 4   |
| República Dominicana         | 3 | 0 | 0 | 3 | 2  | 12 | -10 | 0   |

| 9 de enero de 2009 | Jamaica    | 1 - 1 | Haití        | Victoria Park, Kingstown                                   |                                                            |
|                    | Orgill 55' | [http://www.concacaf.com/competitions/matchreport/7583.pdf (enlace roto disponible en Internet Archive; véase el historial, la primera versión y la última). Reporte] | Fritznel 88' | Asistencia: 800 espectadores Árbitro(s): Enrico Wijngaarde | Asistencia: 800 espectadores Árbitro(s): Enrico Wijngaarde |

| 9 de enero de 2009 | San Vicente y las Granadinas | 2 - 0 | República Dominicana | Victoria Park, Kingstown                                     |                                                              |
|                    | Cuffy 16' · Hamlet 56'       | [http://www.concacaf.com/competitions/matchreport/7584.pdf (enlace roto disponible en Internet Archive; véase el historial, la primera versión y la última). Reporte] |                      | Asistencia: 3,500 espectadores Árbitro(s): Enrico Wijngaarde | Asistencia: 3,500 espectadores Árbitro(s): Enrico Wijngaarde |

| 11 de enero de 2009 | República Dominicana | 1 - 4 | Jamaica                                 | Victoria Park, Kingstown                                  |                                                           |
|                     | Ledesma 86' (pen.)   | [http://www.concacaf.com/competitions/matchreport/7585.pdf (enlace roto disponible en Internet Archive; véase el historial, la primera versión y la última). Reporte] | Adlam 11' 18' 42' (pen.) · Campbell 42' | Asistencia: 2,000 espectadores Árbitro(s): George Phillip | Asistencia: 2,000 espectadores Árbitro(s): George Phillip |

| 11 de enero de 2009 | San Vicente y las Granadinas | 1 - 0 | Haití | Victoria Park, Kingstown                                     |                                                              |
|                     | Stewart 47'                  | [http://www.concacaf.com/competitions/matchreport/7586.pdf (enlace roto disponible en Internet Archive; véase el historial, la primera versión y la última). Reporte] |       | Asistencia: 3,000 espectadores Árbitro(s): Stanley Lancaster | Asistencia: 3,000 espectadores Árbitro(s): Stanley Lancaster |

| 13 de enero de 2009 | Haití                                                                            | 6 - 1 | República Dominicana | Victoria Park, Kingstown                                     |                                                              |
|                     | Mechak 22' · Gregory 31' · Fritznel 37' · Exantus 55' · Vaniel 78' · Ultegun 89' | [http://www.concacaf.com/competitions/matchreport/7587.pdf (enlace roto disponible en Internet Archive; véase el historial, la primera versión y la última). Reporte] | Frechilla 11'        | Asistencia: 2,000 espectadores Árbitro(s): Enrico Wijngaarde | Asistencia: 2,000 espectadores Árbitro(s): Enrico Wijngaarde |

| 13 de enero de 2009 | Jamaica                             | 2 - 0 | San Vicente y las Granadinas | Victoria Park, Kingstown                                       |                                                                |
|                     | Stapleton 13' (a.g.) · Williams 60' | [http://www.concacaf.com/competitions/matchreport/7588.pdf (enlace roto disponible en Internet Archive; véase el historial, la primera versión y la última). Reporte] |                              | Asistencia: 4,000 espectadores Árbitro(s): Geoffrey Hospedales | Asistencia: 4,000 espectadores Árbitro(s): Geoffrey Hospedales |

## Zona Centroamericana

### Grupo A
Los partidos se jugaron en Tegucigalpa, Honduras.
| País       | J | G | E | P | GF | GC | GD  | Pts |
| ---------- | - | - | - | - | -- | -- | --- | --- |
| Costa Rica | 2 | 2 | 0 | 0 | 6  | 1  | +5  | 6   |
| Honduras   | 2 | 1 | 0 | 1 | 8  | 2  | +6  | 3   |
| Nicaragua  | 2 | 0 | 0 | 2 | 0  | 11 | -11 | 0   |

| 17 de septiembre de 2008 | Costa Rica                                       | 4 - 0 | Nicaragua | Estadio Tiburcio Carías Andino, Tegucigalpa           |                                                       |
|                          | Estrada 2' · Castro 34' · Guzmán 65' · Ureña 74' | [http://www.concacaf.com/competitions/matchreport/7304.pdf (enlace roto disponible en Internet Archive; véase el historial, la primera versión y la última). Reporte] |           | Asistencia: 100 espectadores Árbitro(s): Gerald Henry | Asistencia: 100 espectadores Árbitro(s): Gerald Henry |

| 19 de septiembre de 2008 | Nicaragua | 0 - 7 | Honduras                                                         | Estadio Tiburcio Carías Andino, Tegucigalpa            |                                                        |
|                          |           | [http://www.concacaf.com/competitions/matchreport/7305.pdf (enlace roto disponible en Internet Archive; véase el historial, la primera versión y la última). Reporte] | Rojas 39', 57', 90+1' · Mejia 44' · Sosa 45', 52' · Martínez 88' | Asistencia: 1,800 espectadores Árbitro(s): Jose Rivera | Asistencia: 1,800 espectadores Árbitro(s): Jose Rivera |

| 21 de septiembre de 2008 | Honduras     | 1 - 2 | Costa Rica                 | Estadio Tiburcio Carías Andino, Tegucigalpa             |                                                         |
|                          | Martínez 60' | [http://www.concacaf.com/competitions/matchreport/7306.pdf (enlace roto disponible en Internet Archive; véase el historial, la primera versión y la última). Reporte] | Martínez 29' · Estrada 43' | Asistencia: 4,200 espectadores Árbitro(s): Walter López | Asistencia: 4,200 espectadores Árbitro(s): Walter López |

### Grupo B
Todos los partidos se jugaron en Ciudad de Guatemala.
| País        | J | G | E | P | GF | GC | GD | Pts |
| ----------- | - | - | - | - | -- | -- | -- | --- |
| El Salvador | 3 | 2 | 0 | 1 | 6  | 3  | +3 | 6   |
| Panamá      | 3 | 2 | 0 | 1 | 6  | 3  | +3 | 6   |
| Guatemala   | 3 | 1 | 1 | 1 | 4  | 4  | 0  | 4   |
| Belice      | 3 | 0 | 1 | 2 | 1  | 7  | -6 | 1   |

| 23 de septiembre de 2008 | Panamá                            | 3 - 0 | Belice | Estadio Mateo Flores, Ciudad de Guatemala                |                                                          |
|                          | Beltran 44' · de la Rosa 57', 81' | [http://www.concacaf.com/competitions/matchreport/7307.pdf (enlace roto disponible en Internet Archive; véase el historial, la primera versión y la última). Reporte] |        | Asistencia: 1,000 espectadores Árbitro(s): Rene Guerrero | Asistencia: 1,000 espectadores Árbitro(s): Rene Guerrero |

| 23 de septiembre de 2008 | Guatemala               | 2 - 1 | El Salvador | Estadio Mateo Flores, Ciudad de Guatemala            |                                                      |
|                          | Herrarte 1' · Gómez 26' | [http://www.concacaf.com/competitions/matchreport/7308.pdf (enlace roto disponible en Internet Archive; véase el historial, la primera versión y la última). Reporte] | Morán 75'   | Asistencia: 1,000 espectadores Árbitro(s): Hugo Cruz | Asistencia: 1,000 espectadores Árbitro(s): Hugo Cruz |

| 25 de septiembre de 2008 | El Salvador                | 2 - 1 | Panamá                | Estadio Mateo Flores, Ciudad de Guatemala               |                                                         |
|                          | Blanco 28' · Maldonado 90' | [http://www.concacaf.com/competitions/matchreport/7309.pdf (enlace roto disponible en Internet Archive; véase el historial, la primera versión y la última). Reporte] | Roberto Blackburn 48' | Asistencia: 100 espectadores Árbitro(s): Ricardo Cerdas | Asistencia: 100 espectadores Árbitro(s): Ricardo Cerdas |

| 25 de septiembre de 2008 | Belice        | 1 - 1 | Guatemala  | Estadio Mateo Flores, Ciudad de Guatemala              |                                                        |
|                          | Maldonado 45' | [http://www.concacaf.com/competitions/matchreport/7310.pdf (enlace roto disponible en Internet Archive; véase el historial, la primera versión y la última). Reporte] | Morales 9' | Asistencia: 800 espectadores Árbitro(s): Oscar Moncada | Asistencia: 800 espectadores Árbitro(s): Oscar Moncada |

| 27 de septiembre de 2008 | Belice | 0 - 3 | El Salvador                   | Estadio Mateo Flores, Ciudad de Guatemala              |                                                        |
|                          |        | [http://www.concacaf.com/competitions/matchreport/7311.pdf (enlace roto disponible en Internet Archive; véase el historial, la primera versión y la última). Reporte] | Blanco 6', 30' · Orellana 32' | Asistencia: 300 espectadores Árbitro(s): Oscar Moncada | Asistencia: 300 espectadores Árbitro(s): Oscar Moncada |

| 27 de septiembre de 2008 | Guatemala | 1 - 2 | Panamá                   | Estadio Mateo Flores, Ciudad de Guatemala            |                                                      |
|                          | Cayax 73' | [http://www.concacaf.com/competitions/matchreport/7312.pdf (enlace roto disponible en Internet Archive; véase el historial, la primera versión y la última). Reporte] | Mena 39' · Blackburn 90' | Asistencia: 1,500 espectadores Árbitro(s): Hugo Cruz | Asistencia: 1,500 espectadores Árbitro(s): Hugo Cruz |

### Playoff
| Equipo 1 | Agr. | Equipo 2 | Ida | Vuelta |
| -------- | ---- | -------- | --- | ------ |
| Honduras | 6-4  | Panamá   | 5-2 | 1-2    |

## Playoff Centro/Caribe
| 2 de marzo de 2009 | Honduras                              | 3 - 1 | San Vicente y las Granadinas | Marvin Lee Stadium, Macoya, Trinidad y Tobago        |                                                      |
|                    | Rojas 74' · Martínez 80' · Andino 89' | [http://www.concacaf.com/competitions/matchreport/7644.pdf (enlace roto disponible en Internet Archive; véase el historial, la primera versión y la última). Reporte] | Stewart 23' (pen.)           | Asistencia: 100 espectadores Árbitro(s): Neal Brizan | Asistencia: 100 espectadores Árbitro(s): Neal Brizan |

## Clasificados al Campeonato Sub-20
| - Costa Rica - El Salvador | - Honduras - Jamaica |